# Dobrná
Dobrná este o arie protejată (arie specială de conservare — SAC, sit de importanță comunitară — SCI) din Republica Cehă întinsă pe o suprafață de 7,75 ha, integral pe uscat.

## Localizare
Centrul sitului Dobrná este situat la coordonatele 50°45′21″N 14°17′07″E / 50.755833°N 14.285278°E.

## Înființare
Situl Dobrná a fost declarat sit de importanță comunitară în aprilie 2005 pentru a proteja 1 specie de animale. Situl a fost protejat și ca arie specială de conservare în iulie 2012.

## Biodiversitate
Situată în ecoregiunea continentală, aria protejată nu include niciun habitat protejat.
La baza desemnării sitului se află o specie protejată de  amfibieni: triton cu creastă (Triturus cristatus).